# Tetrambon fuscipes
Tetrambon fuscipes là một loài tò vò trong họ Ichneumonidae.